# Замок Стен
Замок Стен (нидерл. Burg Steen) — цитадель (замок или крепость) в центре Антверпена, часть городской стены. Внутри расположен Национальный музей мореплавания (Nationaal Scheepvaartmuseum).
Антверпенская крепость, позднее названная Стен, была построена в XIII веке и основательно перестроена в начале правления Карла V. Крепость позволяла контролировать реку Шельда, на которой и была возведена. С 1303 до 1827 года периодически использовалась в качестве тюрьмы.
Бо́льшая часть крепости и старинная застройка соседнего квартала (включая старейшую церковь города) были снесены в XIX веке при спрямлении реки для борьбы с её обмелением. По сути, от замка остался только фасад. В 1890 году он становится музеем археологии.
В 1963 году перед входом в замок был поставлен памятник Длинному Вапперу, персонажу антверпенского фольклора. Также здесь расположен памятник канадским солдатам Второй Мировой Войны.